# 戈斯廷 (伊利諾伊州)
戈斯廷（英語：Gostyn）是位於美國伊利諾伊州杜佩奇縣的一個鬼鎮。由於此地已於1891年被荒廢，本地已無人居住。

## 地理
戈斯廷的座標為41°47′44″N 87°59′40″W / 41.79556°N 87.99444°W，而該地的平均海拔高度為220米（即722英尺）。